# Florentino Luís
Florentino Luís, de son nom complet Florentino Ibrain Morris Luís, né le 19 août 1999 à Lobito (Angola), est un footballeur portugais qui évolue au poste de milieu défensif au Benfica Lisbonne.

## Biographie

### Carrière en club
Après des passages au sein des équipes de jeunes et de la réserve du Benfica, Florentino Luís intègre l'équipe première du Benfica Lisbonne en 2019.
Le 25 septembre 2020, l'AS Monaco annonce son arrivée dans le cadre d'un prêt d'un an sans option d'achat.

### En équipe nationale
Il participe avec les moins de 17 ans au championnat d'Europe des moins de 17 ans en 2016. Lors de cette compétition, il joue quatre matchs. Le Portugal remporte le tournoi en battant l'Espagne en finale, après une séance de tirs au but.
Par la suite, avec les moins de 19 ans, il dispute le championnat d'Europe des moins de 19 ans en 2017. Lors de cette compétition, il joue trois matchs. Le Portugal s'incline en finale face à l'Angleterre, avec Florentino Luís sur le banc. Il dispute ensuite à nouveau l'Euro des moins de 19 ans en 2018. Cette fois-ci, il prend part à l'intégralité des matchs. Il délivre une passe décisive lors de la première rencontre face à la Norvège. Il officie ensuite comme capitaine lors de la demi-finale contre l'Ukraine. Le Portugal remporte le tournoi en battant l'Italie en finale après une séance de tirs au but.

## Statistiques
| Saison                | Club                  | Championnat           | Championnat | Championnat | Coupe nationale | Coupe nationale | Coupe de la Ligue | Coupe de la Ligue | Supercoupe | Supercoupe | Compétition(s) continentale(s) | Compétition(s) continentale(s) | Compétition(s) continentale(s) | Coupe du monde des clubs | Coupe du monde des clubs | Total | Total |
| Saison                | Club                  | Division              | M.          | B.          | M.              | B.              | M.                | B.                | M.         | B.         | Comp.                          | M.                             | B.                             | M.                       | B.                       | M.    | B.    |
| 2016-2017             | SL Benfica B          | Segunda Liga          | 18          | 0           | -               | -               | -                 | -                 | -          | -          | -                              | -                              | -                              | -                        | -                        | 18    | 0     |
| 2017-2018             | SL Benfica B          | Segunda Liga          | 30          | 0           | -               | -               | -                 | -                 | -          | -          | -                              | -                              | -                              | -                        | -                        | 30    | 0     |
| 2018-2019             | SL Benfica B          | Segunda Liga          | 21          | 1           | -               | -               | -                 | -                 | -          | -          | -                              | -                              | -                              | -                        | -                        | 21    | 1     |
| Sous-total            | Sous-total            | Sous-total            | 69          | 1           | -               | -               | -                 | -                 | -          | -          | -                              | -                              | -                              | -                        | -                        | 69    | 1     |
| 2018-2019             | SL Benfica            | Primeira Liga         | 11          | 1           | -               | -               | -                 | -                 | -          | -          | C3                             | 3                              | 0                              | -                        | -                        | 14    | 1     |
| 2019-2020             | SL Benfica            | Primeira Liga         | 10          | 0           | 2               | 0               | 2                 | 0                 | 1          | 0          | C1+C3                          | 2+1                            | 0                              | -                        | -                        | 18    | 0     |
| 2022-2023             | SL Benfica            | Primeira Liga         | 33          | 0           | 4               | 0               | 3                 | 0                 | 0          | 0          | C1                             | 14                             | 0                              | -                        | -                        | 54    | 0     |
| 2023-2024             | SL Benfica            | Primeira Liga         | 30          | 0           | 5               | 0               | 2                 | 0                 | 1          | 0          | C1+C3                          | 3+4                            | 0                              | -                        | -                        | 45    | 0     |
| 2024-2025             | SL Benfica            | Primeira Liga         | 26          | 2           | 6               | 0               | 2                 | 0                 | -          | -          | C1                             | 9                              | 0                              | 2                        | 0                        | 45    | 2     |
| 2025-2026             | SL Benfica            | Primeira Liga         | 1           | 0           | 0               | 0               | 0                 | 0                 | 1          | 0          | C1                             | 2                              | 1                              | 0                        | 0                        | 4     | 1     |
| Sous-total            | Sous-total            | Sous-total            | 111         | 3           | 17              | 0               | 9                 | 0                 | 3          | 0          | -                              | 38                             | 1                              | 2                        | 0                        | 180   | 4     |
| 2020-2021             | AS Monaco (prêt)      | Ligue 1               | 9           | 0           | 2               | 0               | -                 | -                 | -          | -          | -                              | -                              | -                              | -                        | -                        | 11    | 0     |
| 2021-2022             | Getafe CF (prêt)      | Liga                  | 22          | 0           | 2               | 0               | -                 | -                 | -          | -          | -                              | -                              | -                              | -                        | -                        | 24    | 0     |
| Total sur la carrière | Total sur la carrière | Total sur la carrière | 211         | 4           | 21              | 0               | 10                | 0                 | 3          | 0          | -                              | 38                             | 1                              | 2                        | 0                        | 285   | 5     |

## Palmarès

### En club
|  |  | Benfica Lisbonne - Championnat du Portugal - Vainqueur : 2019 et 2023 - Supercoupe du Portugal - Vainqueur: 2019, 2023 et en 2025 |  | AS Monaco - Coupe de France - Finaliste : 2021 |

### En sélection
- Vainqueur du championnat d'Europe des moins de 17 ans en 2016 avec l'équipe du Portugal des moins de 17 ans
- Vainqueur du championnat d'Europe des moins de 19 ans en 2018 avec l'équipe du Portugal des moins de 19 ans
- Finaliste du championnat d'Europe des moins de 19 ans en 2017 avec l'équipe du Portugal des moins de 19 ans